# Thank You (MKTO)
"Thank You" is een single van het Amerikaanse muziekduo MKTO uit 2012. Het was de eerste single én eerste track van het debuutalbum MKTO.

## Achtergrond
Thank You is geschreven door Emanuel Kiriakou, Andrew Goldstein, Evan Kidd Bogart, Tony Oller, Malcolm Kelley, Brandyn Burnette en Lindy Robbins en geproduceerd door Emanuel Kiriakou en Andrew Goldstein. In het nummer wordt de oudere generatie op een sarcastische manier bedankt voor de wereld die zij hebben achtergelaten. Het nummer was internationaal een kleine hit. Vooral in Oceanië was het nummer een succes, met een 2e plaats in Australië en een 7e plaats in Nieuw-Zeeland. In Nederland bereikte het zowel de Top 40 als de Single Top 100, terwijl het in België enkel de Ultratip Bubbling Under van Vlaanderen haalde.